# 409 (số)
409 (bốn trăm linh chín) là một số tự nhiên ngay sau 408 và ngay trước 410.